# Groat (kovanica)
Groat, odnosno fuppence, bio je tradicijsko ime za engleski srednjovjekovni srebrenjak koji je vrijedio četiri penija. Također je bio i škotski novčić koji je izvorno vrijedio četiri pennyja (fourpence), dok su novčići koji se je kovalo poslije vrijedili 8 pennyja (eightpence) i jedan šiling.
U Engleskoj se pojavio 1351. godine. U Škotskoj ga se kuje od druge polovice 14. stoljeća a u Irskoj od 15. stoljeća. 
Ime dolazi od nizozemske riječi groot (hrvatski: veliki, usporedi engleski great). Njemačka riječ groschen je ista podrijetla (usporedi s riječju groš).